# Margo Lestari
Margo Lestari is een bestuurslaag in het regentschap Lampung Selatan van de provincie Lampung, Indonesië. Margo Lestari telt 2.507 inwoners (volkstelling 2010).